# Ґеорґі Кондов
Ґеорґі Кондов (болг. Ґеорґі Кондов; 23 січня 1888, Прилеп —  1935) — болгарський громадський діяч, голова Національного комітету Союзу македонських братств у Болгарії.

## Біографія

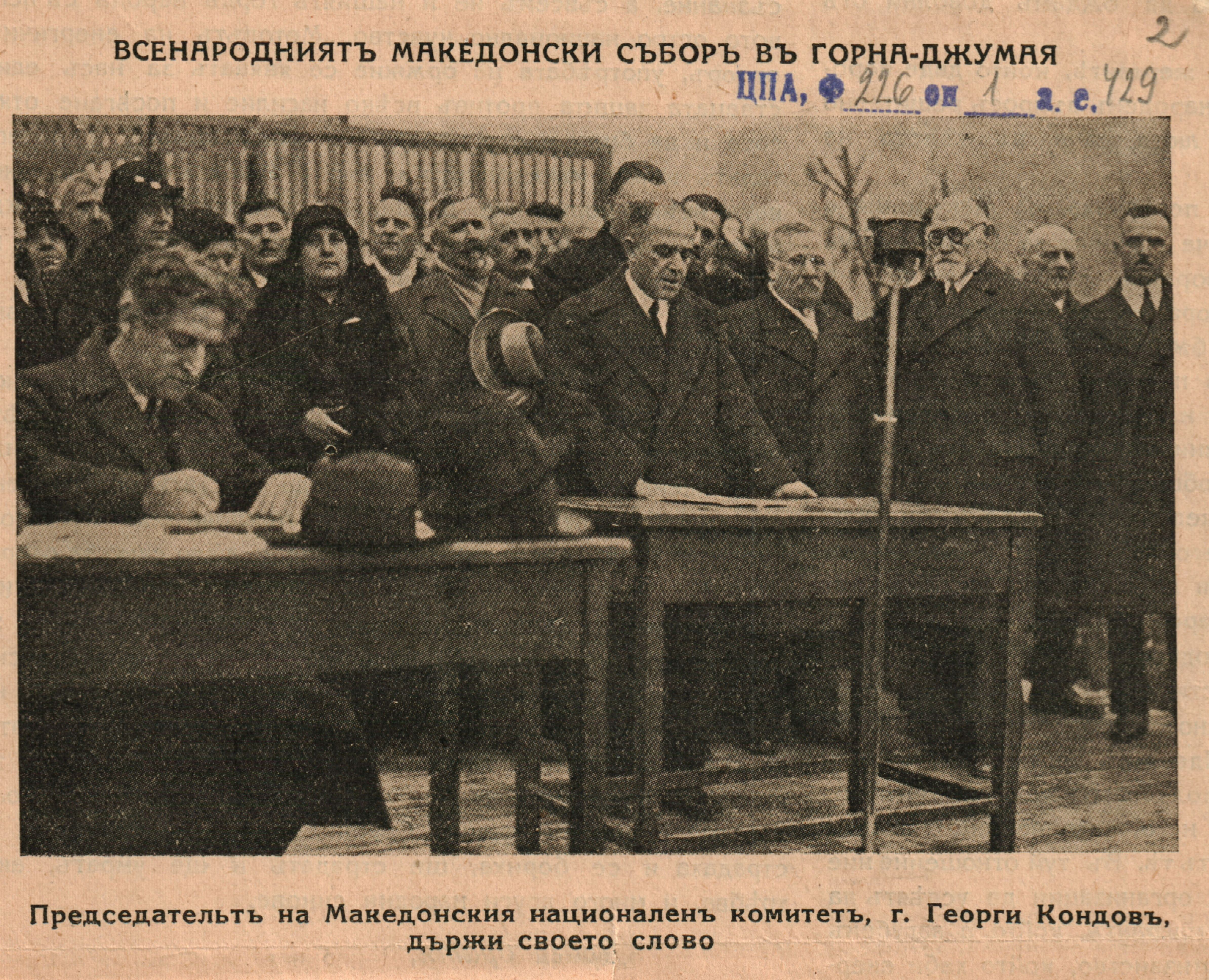
Ґеорґі Кондов

Народився 23 січня 1888 року в Прилепі, нині Північна Македонія. Син громадського діяча Николи Кондова і брат голови Верховного комітету Константина Кондова. Закінчив навчання в Лозанні.
У 1919 році брав участь у відновленні Внутрішньої македонсько-одринської революційної організації. Очолював Національний комітет товариства іммігрантів. У 1928 році короткий час працював у офісі газети «Македонія» з Іваном Хаджовим, Данаїлом Крапчевим, Петаром Мармевим.
Помер у 1935.